# Fidel Ortíz
Fidel Ortiz Tovar (Città del Messico, 10 ottobre 1908 – Città del Messico, 9 settembre 1975) è stato un pugile messicano.

## Palmarès

### Olimpiadi
- Bronzo a Berlino 1936 nei pesi galo.